# Liste der Nummer-eins-Hits in der Schweiz (2017)
Dies ist eine Liste der Nummer-eins-Hits in der Schweiz im Jahr 2017. Sie basiert auf den Top 100 Singles und Top 100 Alben der offiziellen Schweizer Hitparade. Die Singlecharts werden jeweils am Sonntag nach Ende der Verkaufswoche veröffentlicht. Die Albumcharts tragen dasselbe Charteintrittsdatum, sie werden aber erst am Mittwoch darauf bekanntgegeben.

## Singles
| ← 2016 ← | Liste der Nummer-eins-Hits in der Schweiz | Liste der Nummer-eins-Hits in der Schweiz | Liste der Nummer-eins-Hits in der Schweiz                                                     | 2018 → |
| \| Zeitraum \| Wo. ges. \| Interpret \| Titel Autor(en) \| Zusätzliche Informationen \| \| (Zeitraum, Wochen auf Platz eins, Interpret, Titel, Autor[en], zusätzliche Informationen) \| \| \| \| \| \| ----------------------------------------------------------------------------------------- \| -------- \| ----------------------------------------- \| --------------------------------------------------------------------------------------------- \| ------------------------------------------------------------------------------------------------------------------------------------------------------------------------------------------------------------------------------------------------------------------------------------ \| \| 4. Dezember 2016 – 14. Januar 2017 6 Wochen \| 6 \| Clean Bandit feat. Sean Paul & Anne-Marie \| Rockabye Jack Patterson, Steve McCutcheon, Ammar Malik, Ina Wroldsen, Sean Paul Henriques \| – \| \| 15. Januar 2017 – 22. April 2017 14 Wochen \| 14 \| Ed Sheeran \| Shape of You Ed Sheeran, Steve Mac, Johnny McDaid, Kandi Burruss, Tameka Cottle, Kevin Briggs \| – \| \| 23. April 2017 – 9. September 2017 20 Wochen \| 20 \| Luis Fonsi feat. Daddy Yankee \| Despacito Luis Rodríguez, Erika Ender, Ramón Ayala \| Mit der 18. Woche an der Spitze übertraf Despacito den bisherigen Rekord von Whenever, Wherever (Shakira) und Prayer in C (Robin Schulz Remix) (Lilly Wood & the Prick & Robin Schulz) und wurde damit der erfolgreichste Nummer-eins-Hit in der Geschichte der Schweizer Charts.[1] \| \| 10. September 2017 – 7. Oktober 2017 4 Wochen \| 4 \| Pink \| What About Us? Pink, Steve Mac, Johnny McDaid \| – \| \| 8. Oktober 2017 – 28. Oktober 2017 3 Wochen \| 3 \| Zayn feat. Sia \| Dusk Till Dawn Zayn Malik, Sia Furler, Greg Kurstin \| – \| \| 29. Oktober 2017 – 17. März 2018 20 Wochen \| 20 \| Ed Sheeran \| Perfect Ed Sheeran \| Dies ist für Ed Sheeran bereits der zweite Nummer-eins-Hit in diesem Jahr. \| |                                           |                                           |                                                                                               | |
| ← 2016 |                                           |                                           |                                                                                               | → 2018 → |
| Zeitraum | Wo. ges.                                  | Interpret                                 | Titel Autor(en)                                                                               | Zusätzliche Informationen |
| (Zeitraum, Wochen auf Platz eins, Interpret, Titel, Autor[en], zusätzliche Informationen) |                                           |                                           |                                                                                               | |
| 4. Dezember 2016 – 14. Januar 2017 6 Wochen | 6                                         | Clean Bandit feat. Sean Paul & Anne-Marie | Rockabye Jack Patterson, Steve McCutcheon, Ammar Malik, Ina Wroldsen, Sean Paul Henriques     | – |
| 15. Januar 2017 – 22. April 2017 14 Wochen | 14                                        | Ed Sheeran                                | Shape of You Ed Sheeran, Steve Mac, Johnny McDaid, Kandi Burruss, Tameka Cottle, Kevin Briggs | – |
| 23. April 2017 – 9. September 2017 20 Wochen | 20                                        | Luis Fonsi feat. Daddy Yankee             | Despacito Luis Rodríguez, Erika Ender, Ramón Ayala                                            | Mit der 18. Woche an der Spitze übertraf Despacito den bisherigen Rekord von Whenever, Wherever (Shakira) und Prayer in C (Robin Schulz Remix) (Lilly Wood & the Prick & Robin Schulz) und wurde damit der erfolgreichste Nummer-eins-Hit in der Geschichte der Schweizer Charts. |
| 10. September 2017 – 7. Oktober 2017 4 Wochen | 4                                         | Pink                                      | What About Us? Pink, Steve Mac, Johnny McDaid                                                 | – |
| 8. Oktober 2017 – 28. Oktober 2017 3 Wochen | 3                                         | Zayn feat. Sia                            | Dusk Till Dawn Zayn Malik, Sia Furler, Greg Kurstin                                           | – |
| 29. Oktober 2017 – 17. März 2018 20 Wochen | 20                                        | Ed Sheeran                                | Perfect Ed Sheeran                                                                            | Dies ist für Ed Sheeran bereits der zweite Nummer-eins-Hit in diesem Jahr. |

## Alben
| ← 2016 ← | Liste der Nummer-eins-Hits in der Schweiz | Liste der Nummer-eins-Hits in der Schweiz | Liste der Nummer-eins-Hits in der Schweiz | 2018 → |
| \| Zeitraum \| Wo. ges. \| Interpret \| Titel \| Zusätzliche Informationen \| \| (Zeitraum, Wochen auf Platz eins, Interpret, Titel, zusätzliche Informationen) \| \| \| \| \| \| ------------------------------------------------------------------------------ \| -------- \| ----------------------------- \| -------------------------------- \| --------------------------------------------------------------------------------------------------------------------------------------------------------------------------------------------------------------------------------------------------------------- \| \| 25. Dezember 2016 – 14. Januar 2017 3 Wochen (insgesamt 4) \| 4 \| The Rolling Stones \| Blue & Lonesome \| – \| \| 15. Januar 2017 – 21. Januar 2017 1 Woche \| 1 \| Kaiser & Dimitri \| Patina \| – \| \| 22. Januar 2017 – 4. Februar 2017 2 Wochen \| 2 \| Gotthard \| Silver \| – \| \| 5. Februar 2017 – 11. Februar 2017 1 Woche \| 1 \| Krokus \| Big Rocks \| – \| \| 12. Februar 2017 – 18. Februar 2017 1 Woche \| 1 \| Kunz \| No Hunger \| Nach 2015 ist es die zweite Nummer-eins-Platzierung für den Luzerner Mundartmusiker mit dem dritten Album. Der Titel ist nicht englisch, sondern schweizerisch. \| \| 19. Februar 2017 – 25. Februar 2017 1 Woche \| 1 \| Rag ’n’ Bone Man \| Human \| – \| \| 26. Februar 2017 – 4. März 2017 1 Woche \| 1 \| Amy Macdonald \| Under Stars \| – \| \| 5. März 2017 – 11. März 2017 1 Woche \| 1 \| Stiller Has \| Endosaurusrex \| – \| \| 12. März 2017 – 25. März 2017 2 Wochen (insgesamt 7) \| 7 \| Ed Sheeran \| ÷ \| – \| \| 26. März 2017 – 1. April 2017 1 Woche \| 1 \| Depeche Mode \| Spirit \| – \| \| 2. April 2017 – 15. April 2017 2 Wochen \| 2 \| Züri West \| Love \| – \| \| 16. April 2017 – 22. April 2017 1 Woche \| 1 \| Deep Purple \| Infinite \| – \| \| 23. April 2017 – 29. April 2017 1 Woche \| 1 \| Zuna \| Mele7 \| – \| \| 30. April 2017 – 6. Mai 2017 1 Woche \| 1 \| Mimiks \| Jong & Hässig Reloaded \| – \| \| 7. Mai 2017 – 13. Mai 2017 1 Woche \| 1 \| Gorillaz \| Humanz \| – \| \| 14. Mai 2017 – 20. Mai 2017 1 Woche \| 1 \| Die Toten Hosen \| Laune der Natur \| – \| \| 21. Mai 2017 – 10. Juni 2017 3 Wochen \| 3 \| Helene Fischer \| Helene Fischer \| – \| \| 11. Juni 2017 – 17. Juni 2017 1 Woche \| 1 \| Roger Waters \| Is This The Life We Really Want? \| – \| \| 18. Juni 2017 – 24. Juni 2017 1 Woche \| 1 \| Bushido \| Black Friday \| – \| \| 25. Juni 2017 – 1. Juli 2017 1 Woche \| 1 \| KC Rebell & Summer Cem \| Maximum \| – \| \| 2. Juli 2017 – 8. Juli 2017 1 Woche \| 1 \| Imagine Dragons \| Evolve \| – \| \| 9. Juli 2017 – 15. Juli 2017 1 Woche \| 1 \| Fler & Jalil \| Epic \| – \| \| 16. Juli 2017 – 22. Juli 2017 1 Woche \| 1 \| Calimeros \| Aloha \| – \| \| 23. Juli 2017 – 29. Juli 2017 1 Woche \| 1 \| 187 Strassenbande \| Sampler 4 \| – \| \| 30. Juli 2017 – 5. August 2017 1 Woche \| 1 \| Linkin Park \| One More Light \| – \| \| 6. August 2017 – 12. August 2017 1 Woche \| 1 \| Die Amigos \| Zauberland \| – \| \| 13. August 2017 – 2. September 2017 3 Wochen (insgesamt 4) \| 4 \| Jodlerklub Wiesenberg \| Land ob de Wolke \| In der Vorwoche aufgrund des bereits am Donnerstag erfolgten Verkaufsstarts auf Platz 90 eingestiegen, sprang das Album in der zweiten Chartwoche auf den ersten Platz und verbucht somit den höchsten Aufstieg in der Geschichte der Schweizer Albencharts.[2] \| \| 3. September 2017 – 9. September 2017 1 Woche \| 1 \| Queens of the Stone Age \| Villains \| – \| \| 10. September 2017 – 16. September 2017 1 Woche (insgesamt 4) \| 4 \| Jodlerklub Wiesenberg \| Land ob de Wolke \| – \| \| 17. September 2017 – 23. September 2017 1 Woche \| 1 \| Indochine \| 13 \| – \| \| 24. September 2017 – 30. September 2017 1 Woche \| 1 \| Foo Fighters \| Concrete and Gold \| – \| \| 1. Oktober 2017 – 7. Oktober 2017 1 Woche \| 1 \| Florent Pagny \| Le présent d'abord \| – \| \| 8. Oktober 2017 – 21. Oktober 2017 2 Wochen \| 2 \| Gölä \| Urchig \| – \| \| 22. Oktober 2017 – 28. Oktober 2017 1 Woche \| 1 \| Pink \| Beautiful Trauma \| – \| \| 29. Oktober 2017 – 4. November 2017 1 Woche (insgesamt 4) \| 4 \| Heimweh \| Blueme \| – \| \| 5. November 2017 – 11. November 2017 1 Woche \| 1 \| Eliane \| Slow Motion \| – \| \| 12. November 2017 – 18. November 2017 1 Woche (insgesamt 4) \| 4 \| Heimweh \| Blueme \| – \| \| 19. November 2017 – 25. November 2017 1 Woche \| 1 \| Taylor Swift \| Reputation \| – \| \| 26. November 2017 – 9. Dezember 2017 2 Wochen (insgesamt 4) \| 4 \| Heimweh \| Blueme \| – \| \| 10. Dezember 2017 – 16. Dezember 2017 1 Woche \| 1 \| Kollegah & Farid Bang \| Jung, brutal, gutaussehend 3 \| – \| \| 17. Dezember 2017 – 23. Dezember 2017 1 Woche \| 1 \| Stephan Eicher & Martin Suter \| Song Book \| – \| \| 24. Dezember 2017 – 30. Dezember 2017 1 Woche \| 1 \| Eminem \| Revival \| – \| \| 31. Dezember 2017 – 3. Februar 2018 5 Wochen (insgesamt 7) \| 7 \| Ed Sheeran \| ÷ \| – \| |                                           |                                           |                                           | |
| ← 2016 |                                           |                                           |                                           | → 2018 → |
| Zeitraum | Wo. ges.                                  | Interpret                                 | Titel                                     | Zusätzliche Informationen |
| (Zeitraum, Wochen auf Platz eins, Interpret, Titel, zusätzliche Informationen) |                                           |                                           |                                           | |
| 25. Dezember 2016 – 14. Januar 2017 3 Wochen (insgesamt 4) | 4                                         | The Rolling Stones                        | Blue & Lonesome                           | – |
| 15. Januar 2017 – 21. Januar 2017 1 Woche | 1                                         | Kaiser & Dimitri                          | Patina                                    | – |
| 22. Januar 2017 – 4. Februar 2017 2 Wochen | 2                                         | Gotthard                                  | Silver                                    | – |
| 5. Februar 2017 – 11. Februar 2017 1 Woche | 1                                         | Krokus                                    | Big Rocks                                 | – |
| 12. Februar 2017 – 18. Februar 2017 1 Woche | 1                                         | Kunz                                      | No Hunger                                 | Nach 2015 ist es die zweite Nummer-eins-Platzierung für den Luzerner Mundartmusiker mit dem dritten Album. Der Titel ist nicht englisch, sondern schweizerisch.                                                                                              |
| 19. Februar 2017 – 25. Februar 2017 1 Woche | 1                                         | Rag ’n’ Bone Man                          | Human                                     | – |
| 26. Februar 2017 – 4. März 2017 1 Woche | 1                                         | Amy Macdonald                             | Under Stars                               | – |
| 5. März 2017 – 11. März 2017 1 Woche | 1                                         | Stiller Has                               | Endosaurusrex                             | – |
| 12. März 2017 – 25. März 2017 2 Wochen (insgesamt 7) | 7                                         | Ed Sheeran                                | ÷                                         | – |
| 26. März 2017 – 1. April 2017 1 Woche | 1                                         | Depeche Mode                              | Spirit                                    | – |
| 2. April 2017 – 15. April 2017 2 Wochen | 2                                         | Züri West                                 | Love                                      | – |
| 16. April 2017 – 22. April 2017 1 Woche | 1                                         | Deep Purple                               | Infinite                                  | – |
| 23. April 2017 – 29. April 2017 1 Woche | 1                                         | Zuna                                      | Mele7                                     | – |
| 30. April 2017 – 6. Mai 2017 1 Woche | 1                                         | Mimiks                                    | Jong & Hässig Reloaded                    | – |
| 7. Mai 2017 – 13. Mai 2017 1 Woche | 1                                         | Gorillaz                                  | Humanz                                    | – |
| 14. Mai 2017 – 20. Mai 2017 1 Woche | 1                                         | Die Toten Hosen                           | Laune der Natur                           | – |
| 21. Mai 2017 – 10. Juni 2017 3 Wochen | 3                                         | Helene Fischer                            | Helene Fischer                            | – |
| 11. Juni 2017 – 17. Juni 2017 1 Woche | 1                                         | Roger Waters                              | Is This The Life We Really Want?          | – |
| 18. Juni 2017 – 24. Juni 2017 1 Woche | 1                                         | Bushido                                   | Black Friday                              | – |
| 25. Juni 2017 – 1. Juli 2017 1 Woche | 1                                         | KC Rebell & Summer Cem                    | Maximum                                   | – |
| 2. Juli 2017 – 8. Juli 2017 1 Woche | 1                                         | Imagine Dragons                           | Evolve                                    | – |
| 9. Juli 2017 – 15. Juli 2017 1 Woche | 1                                         | Fler & Jalil                              | Epic                                      | – |
| 16. Juli 2017 – 22. Juli 2017 1 Woche | 1                                         | Calimeros                                 | Aloha                                     | – |
| 23. Juli 2017 – 29. Juli 2017 1 Woche | 1                                         | 187 Strassenbande                         | Sampler 4                                 | – |
| 30. Juli 2017 – 5. August 2017 1 Woche | 1                                         | Linkin Park                               | One More Light                            | – |
| 6. August 2017 – 12. August 2017 1 Woche | 1                                         | Die Amigos                                | Zauberland                                | – |
| 13. August 2017 – 2. September 2017 3 Wochen (insgesamt 4) | 4                                         | Jodlerklub Wiesenberg                     | Land ob de Wolke                          | In der Vorwoche aufgrund des bereits am Donnerstag erfolgten Verkaufsstarts auf Platz 90 eingestiegen, sprang das Album in der zweiten Chartwoche auf den ersten Platz und verbucht somit den höchsten Aufstieg in der Geschichte der Schweizer Albencharts. |
| 3. September 2017 – 9. September 2017 1 Woche | 1                                         | Queens of the Stone Age                   | Villains                                  | – |
| 10. September 2017 – 16. September 2017 1 Woche (insgesamt 4) | 4                                         | Jodlerklub Wiesenberg                     | Land ob de Wolke                          | – |
| 17. September 2017 – 23. September 2017 1 Woche | 1                                         | Indochine                                 | 13                                        | – |
| 24. September 2017 – 30. September 2017 1 Woche | 1                                         | Foo Fighters                              | Concrete and Gold                         | – |
| 1. Oktober 2017 – 7. Oktober 2017 1 Woche | 1                                         | Florent Pagny                             | Le présent d'abord                        | – |
| 8. Oktober 2017 – 21. Oktober 2017 2 Wochen | 2                                         | Gölä                                      | Urchig                                    | – |
| 22. Oktober 2017 – 28. Oktober 2017 1 Woche | 1                                         | Pink                                      | Beautiful Trauma                          | – |
| 29. Oktober 2017 – 4. November 2017 1 Woche (insgesamt 4) | 4                                         | Heimweh                                   | Blueme                                    | – |
| 5. November 2017 – 11. November 2017 1 Woche | 1                                         | Eliane                                    | Slow Motion                               | – |
| 12. November 2017 – 18. November 2017 1 Woche (insgesamt 4) | 4                                         | Heimweh                                   | Blueme                                    | – |
| 19. November 2017 – 25. November 2017 1 Woche | 1                                         | Taylor Swift                              | Reputation                                | – |
| 26. November 2017 – 9. Dezember 2017 2 Wochen (insgesamt 4) | 4                                         | Heimweh                                   | Blueme                                    | – |
| 10. Dezember 2017 – 16. Dezember 2017 1 Woche | 1                                         | Kollegah & Farid Bang                     | Jung, brutal, gutaussehend 3              | – |
| 17. Dezember 2017 – 23. Dezember 2017 1 Woche | 1                                         | Stephan Eicher & Martin Suter             | Song Book                                 | – |
| 24. Dezember 2017 – 30. Dezember 2017 1 Woche | 1                                         | Eminem                                    | Revival                                   | – |
| 31. Dezember 2017 – 3. Februar 2018 5 Wochen (insgesamt 7) | 7                                         | Ed Sheeran                                | ÷                                         | – |

## Jahreshitparaden
| ← 2016 ← | Liste der Nummer-eins-Hits in der Schweiz | Liste der Nummer-eins-Hits in der Schweiz | Liste der Nummer-eins-Hits in der Schweiz | 2018 →   |
| \| Singles \| Position# \| Alben \| \| ------------------------------------------------------------------------------------------------------------------------------------ \| --------- \| -------------------------------------- \| \| Shape of You Ed Sheeran , Steve Mac, Johnny McDaid, Kandi Burruss, Tameka Cottle, Kevin Briggs \| 1 \| ÷ Ed Sheeran \| \| Despacito Luis Fonsi feat. Daddy Yankee Luis Rodríguez, Erika Ender, Ramón Ayala \| 2 \| Helene Fischer \| \| Something Just Like This The Chainsmokers & Coldplay Andrew Taggert, Guy Berryman, Jonny Buckland, Will Champion, Chris Martin \| 3 \| Love Züri West \| \| Rockabye Clean Bandit feat. Sean Paul & Anne-Marie Jack Patterson, Steve McCutcheon, Ammar Malik, Ina Wroldsen, Sean Paul Henriques \| 4 \| Human Rag ’n’ Bone Man \| \| It Ain’t Me Kygo & Selena Gomez Kyrre Gørvell-Dahll, Selena Gomez, Andrew Wotman, Brian Lee, Ali Tamposi \| 5 \| Heimweh Schluneggers Heimweh \| \| Súbeme la Radio Enrique Iglesias feat. Descemer Bueno & Zion y Lennox Enrique Iglesias, Felix Ortiz, Gabriel Pizarro, Descemer Bueno \| 6 \| Blue & Lonesome The Rolling Stones \| \| Human Rag ’n’ Bone Man Jamie Hartman, Rory Graham \| 7 \| Urchig Gölä \| \| Alone Alan Walker , Jesper Borgen, Jonnali Mikaela Parmenius, Mood Melodies, Gunnar Greve \| 8 \| Laune der Natur Die Toten Hosen \| \| Believer Imagine Dragons Dan Reynolds, Wayne Sermon, Ben McKee, Daniel Platzman, Robin Fredriksson, Mattias Larsson, Justin Tranter \| 9 \| Land ob de Wolke Jodlerklub Wiesenberg \| \| OK Robin Schulz feat. James Blunt Robin Schulz, James Blunt, Steve Mac, MoZella \| 10 \| Silver Gotthard \| |                                           |                                           |                                           |          |
| ← 2016 |                                           |                                           |                                           | → 2018 → |
| Singles | Position#                                 | Alben                                     |                                           |          |
| Shape of You Ed Sheeran , Steve Mac, Johnny McDaid, Kandi Burruss, Tameka Cottle, Kevin Briggs | 1                                         | ÷ Ed Sheeran                              |                                           |          |
| Despacito Luis Fonsi feat. Daddy Yankee Luis Rodríguez, Erika Ender, Ramón Ayala | 2                                         | Helene Fischer                            |                                           |          |
| Something Just Like This The Chainsmokers & Coldplay Andrew Taggert, Guy Berryman, Jonny Buckland, Will Champion, Chris Martin | 3                                         | Love Züri West                            |                                           |          |
| Rockabye Clean Bandit feat. Sean Paul & Anne-Marie Jack Patterson, Steve McCutcheon, Ammar Malik, Ina Wroldsen, Sean Paul Henriques | 4                                         | Human Rag ’n’ Bone Man                    |                                           |          |
| It Ain’t Me Kygo & Selena Gomez Kyrre Gørvell-Dahll, Selena Gomez, Andrew Wotman, Brian Lee, Ali Tamposi | 5                                         | Heimweh Schluneggers Heimweh              |                                           |          |
| Súbeme la Radio Enrique Iglesias feat. Descemer Bueno & Zion y Lennox Enrique Iglesias, Felix Ortiz, Gabriel Pizarro, Descemer Bueno | 6                                         | Blue & Lonesome The Rolling Stones        |                                           |          |
| Human Rag ’n’ Bone Man Jamie Hartman, Rory Graham | 7                                         | Urchig Gölä                               |                                           |          |
| Alone Alan Walker , Jesper Borgen, Jonnali Mikaela Parmenius, Mood Melodies, Gunnar Greve | 8                                         | Laune der Natur Die Toten Hosen           |                                           |          |
| Believer Imagine Dragons Dan Reynolds, Wayne Sermon, Ben McKee, Daniel Platzman, Robin Fredriksson, Mattias Larsson, Justin Tranter | 9                                         | Land ob de Wolke Jodlerklub Wiesenberg    |                                           |          |
| OK Robin Schulz feat. James Blunt Robin Schulz, James Blunt, Steve Mac, MoZella | 10                                        | Silver Gotthard                           |                                           |          |